# Michael Edwards (escritor británico)
Michael Edwards (29 de abril de 1938) es un poeta, crítico literario, traductor y profesor franco-británico nacido en Barnes, distrito del suroeste de Londres. Fue elegido miembro de la Academia Francesa el 21 de febrero de 2013 convirtiéndose en el primer súbdito de la Reina de Inglaterra en lograrlo.

## Datos biográficos
Fue profesor de francés, de inglés y de literatura comparada en la Universidad de Warwick. Ha sido también catedrático en el Colegio de Francia. Se ha especializado en Shakespeare, Racine y Arthur Rimbaud. Tiene la doble nacionalidad y domina los dos idiomas, utilizando indistintamente el inglés o el francés en su obra poética y ocasionalmente ambas, dentro de una misma obra: tal es el caso de Rivage mobile).
El 7 de febrero de 2008 fue postulado para su elección a una de las 40 sillas de la Academia Francesa. En esa ocasión recibió la segunda más alta votación (8 votos contra 10 de Michael Schneider quien recibió 10); sin embargo, ninguno de los candidadtos fue elegido ya que no obtuvieron la mayoría requerida y la silla quedó vacante. Más tarde, el 26 de abril de 2012, se volvió a presentar como candidato a la silla número 40, que quedó vacante tras el fallecimiento de Pierre-Jean Rémy. El resultado de la elección es otra vez blanco aunque esta ocasión Edwards obtuvo la mayoría de los votos (11) insuficiente para ser electo. El poeta inglés fue finalmente elegido en 2013 para la silla número 31 que había sido de Jean Dutourd.

## Obra
(en francés) y (en inglés)
- La tragédie racinienne, La pensée universelle, 1972
- To Kindle the Starling, Aquila, 1972
- Eliot/Language, Aquila, 1975
- Éloge de l'attente, Belin, 1996
- De Poetica Christiana, Hermeuneutikai Kutatokozpont, Budapest, 1997
- Beckett ou le don des langues, Espaces 34, 1998
- Leçons de poésie, PUF, 2001
- De la poésie, avec Yves Bonnefoy, Presses Universitaires de Vincennes, 2001
- Ombres de lune: réflexions sur la création littéraire, Espaces 34, 2001
- Un monde même et autre, Desclée de Brouwer, enero de 2002
- Rivage mobile, Arfuyen, 2003
- Terre de poésie, Espaces 34, 2003
- Shakespeare et la comédie de l'émerveillement, Desclée de Brouwer, 2003
- Racine et Shakespeare, PUF, 2004
- Shakespeare et l'œuvre de la tragédie, Belin, 2005
- Le Génie de la poésie anglaise, Le Livre de poche, 2006
- De l'émerveillement, Fayard, 2008
- À la racine du feu, Caractères, colección. Planètes, 2009
- Shakespeare: Le poète au théâtre, Fayard, 2009
- Le bonheur d'être ici, Fayard, febrero de 2011
- Le rire de Molière, De Fallois, octubre de 2012
- Paris aubaine, Éditions de Corlevour, noviembre de 2012